# Brigita Bukovec
Brigita Bukovec, slovenska atletinja, * 21. maj 1970, Ljubljana, Slovenija.

## Športna kariera
Brigita je še vedno državna rekorderka v teku na 100 m z ovirami (12,59), 60 m z ovirami (7,78) in 50 m z ovirami (6,70). Njen trener je bil Jure Kastelic. V letih 1996 in 1997 je bila razglašena za najboljšo športnico in atletinjo leta ter leta 1995 je prejela Bloudkovo nagrado.
Leta 1996 je prejela še naziv Slovenka leta.

### Največji uspehi
- 3. mesto, Evropsko mladinsko prvenstvo 1989 - Varaždin, Hrvaška
- 3. mesto, Svetovno dvoransko prvenstvo 1995 - Barcelona, Španija
- 2. mesto, Evropsko dvoransko prvenstvo 1996 - Stockholm, Švedska
- 2. mesto, Olimpijske igre 1996 - Atlanta, ZDA (v fotofinišu jo premaga Ljudmila Engquist)
- 2. mesto, Evropsko prvenstvo 1998 - Budimpešta, Madžarska

### Rekordi
- 31. julij 1996 - Olimpijske igre - Atlanta, ZDA - 100 m ovire (državni rekord) - 12.59
- 7. februar - mednarodni dvoranski miting - Stuttgart, Nemčija - 60 m ovire (državni dvoranski rekord) - 7.78
- 5. februar - mednarodni dvoranski miting - Budimpešta, Madžarska - 50 m ovire (državni dvoranski rekord) - 6.70

### Rezultati pomembnejših tekmovanj
| datum            | Tekmovanje                                                | disciplina | mesto | čas  |
| ---------------- | --------------------------------------------------------- | ---------- | ----- | ---- |
| 5. marec 1999    | 7. IAAF svetovno dvoransko prvenstvo - Maebashi, Japonska | 60 m ovire | 4.    | 7.92 |
| 24. februar 1999 | mednarodni dvoranski miting - Atene, Grčija               | 60 m ovire | 1.    | 7.90 |
| 7. februar 1999  | mednarodni dvoranski miting - Stuttgart, Nemčija          | 60 m ovire | 3.    | 7.86 |
| 5. februar 1999  | mednarodni dvoranski miting - Budimpešta, Madžarska       | 60 m ovire | 1.    | 7.90 |
| 5. februar 1999  | mednarodni dvoranski miting - Budimpešta, Madžarska       | 50 m ovire | 2.    | 6.70 |
| 30. januar 1999  | dvoranski miting - Ljubljana, Slovenija                   | 60 m ovire | 1.    | 7.90 |

## Nagrade in priznanja
Leta 2025 je bila sprejeta v Hram slovenskih športnih junakov.